# Paracalliopiella pratti
Paracalliopiella pratti är en kräftdjursart som först beskrevs av J. L. Barnard 1954.  Paracalliopiella pratti ingår i släktet Paracalliopiella och familjen Calliopiidae. Inga underarter finns listade i Catalogue of Life.